# Hagen Kleinert
Hagen Michael Kleinert (Germania, 5 giugno 1941) è un fisico tedesco.
Professore di fisica teorica alla Libera Università di Berlino dal 1968, Membro Onorario della Accademia Russa per l'Impegno Creativo, Professore e dottore onorario della Krygyz-Russian Slavic University, e Dottore onorario alla
West University di Timișoara, Romania.
Per i suoi contributi allo studio della fisica delle particelle elementari e della materia condensata ha ricevuto il Premio Max Born 2008 con relativa medaglia. Il suo contributo al 
libro celebrativo del centesimo compleanno di 
Lev Davidovich Landau gli ha fatto conferire il Premio Majorana 2008 con relativa medaglia.
Ha pubblicato più di 370 lavori sulla fisica delle particelle elementari, dei nuclei, dello stato solido, dei cristalli liquidi, delle biomembrane, delle microemulsioni, e dei polimeri.
Ha sviluppato varie tecniche matematiche che sono state applicate alla fisica e ai mercati finanziari (econofisica). Ha scritto diversi libri di fisica teorica. Il suo libro più famoso Integrali sui cammini nella meccanica quantistica, nella statistica, nella fisica dei polimeri e nei mercati finanziari è stato pubblicato in quattro edizioni a partire dal 1990 e ha ricevuto recensioni entusiaste.

## Biografia
Come studente laureato a Boulder in Colorado, tra il 1965 e il 1967, ha appreso gli insegnamenti sulla relatività generale da George Gamow, uno dei padri della teoria del Big Bang. Da giovane professore, nel 1972, Hagen Kleinert ha svolto la sua attività come ospite del Caltech rimanendo impressionato dal noto fisico Richard Feynman, con il quale successivamente collaborò in alcuni dei suoi ultimi lavori. Dal 1968 è professore di fisica teorica alla Libera Università di Berlino.
Kleinert è membro senior della facoltà del progetto Internazionale di Dottorato di Astrofisica (IRAP) che fa parte della rete internazionale di astrofisica ICRANet. Ha anche partecipato al progetto della European Science Foundation denominato Cosmology in the Laboratory.

## Risultati scientifici
Da Feynman imparò l'uso di integrali sui cammini trovandone, anni dopo, la soluzione (insieme con il suo postdoc I. Duru) per l'atomo di idrogeno. Questo lavoro ha esteso grandemente il campo di applicazione delle tecniche elaborate da Feynman. In seguito, H. Kleinert ha collaborato insieme a Feynman ad uno dei suoi ultimi lavori. Il metodo sviluppato con lui ha portato alla formulazione di un metodo matematico per la conversione delle serie di potenza divergenti ad accoppiamento debole in serie convergenti ad accoppiamento forte. Si tratta della cosiddetta teoria di variazione perturbativa che allo stato attuale della ricerca rappresenta la teoria più precisa sugli esponenti critici e che si può osservare in prossimità di transizioni di fasi termodinamiche del secondo ordine.
I risultati sono stati confermati per la transizione allo stato superfluido dell'elio in esperimenti satellitari.
Nel campo delle teorie quantistiche sui quark ha scoperto l'origine dei residui nell'algebra di coppiamenti delle traiettorie di Regge, congetturati da N. Cabibbo, L. Horwitz, e Y. Ne'eman (vedi p.232 in rif.).
Con K. Maki ha proposto una struttura icosaedrica nello stato intermedio dei quasi cristalli. Una tale struttura fu trovata 3 anni dopo in alluminio (vedi notizie storiche).
Per quanto riguarda i superconduttori, nel 1982 ha previsto un triplice punto di criticità all'interno del diagramma di fase tra i superconduttori di tipo I e tipo II, dove l'ordine di transizione passa dal secondo al primo. Le previsioni sono state confermate nel 2002 da simulazioni sui computer di tipo Monte Carlo.
La sua teoria è basata su una teoria dei campi di disordine che Kleinert ha sviluppato nei volumi sui campi di gauge nella materia condensata (Gauge Fields in Condensed Matter, 1989, World Scientific, Singapore, 1989, vedi sotto).
Secondo questa teoria le proprietà statistiche delle linee di vortici (o di difetti nei cristalli) sono descritte come eccitazioni elementari con l'aiuto di campi, di cui i diagrammi di Feynman tracciano i cammini delle linee.
La teoria quantistica dei campi di disordine costituisce un punto di vista complementare alla teoria quantistica dei campi di ordine di L.D. Landau per descrivere le transizioni di fase.
Nel 1978, alla scuola estiva di Erice (Trapani, Sicilia) ha proposto l'esistenza di una supersimmetria rotta nei nuclei atomici, che è stata dimostrata da osservazioni sperimentali.
La sua teoria sui campi quantistici negli stati collettivi e le teorie sulla formazione di adroni dai quark sono strumenti fondamentali per numerosi sviluppi nell'ambito della teoria della materia condensata e della fisica nucleare e delle particelle elementari.
Nel 1986 ha introdotto il concetto di rigidità nella teoria delle stringhe,
normalmente dominate dalla tensione. Sono state così migliorate le proprietà fisiche delle stringhe in molti aspetti.
Poiché una teoria analoga è stata proposta contemporaneamente dal fisico russo A. Polyakov, essa prende il nome di .https://prola.aps.org/abstract/PRD/v41/i8/p2634_1
Insieme a A.Chervyakov ha sviluppato un'estensione della teoria delle distribuzioni di probabilità dagli spazi lineari ai semigruppi attraverso la definizione univoca dei loro prodotti (in base alla matematica tradizionale sono definite soltanto le combinazioni lineari). L'estensione si è rivelata possibile partendo dal requisito fisico secondo il quale l'integrale sui cammini rimane invariato al variare delle coordinate.
Questa proprietà è necessaria per l'equivalenza fra la teoria quantistica di Schrödinger e la sua riformulazione in termini di integrali sui cammini.
Come alternativa alla teoria delle stringhe, Kleinert usò la completa analogia tra le Geometrie non euclidee e le geometrie intrinseche nei cristalli con Dislocazione difetti cristallografici, per costruire un modello di universo chiamato mondo cristallizzato o cristallo Planck-Kleinert che presenta, alle distanze di lunghezza di Planck, differenze fisiche rispetto alla teoria delle stringhe. In questo modello la materia crea difetti nello spazio tempo che generano curvature e ogni altro effetto della relatività generale.

## Riconoscimenti e premi
- Premio Max Born Prize 2008.
- Premio Majorana 2009.
- Il suo 60º compleanno è stato onorato con una Festschrift e un Festcolloquio con 65 contribuzioni di colleghi internazionali (per esempio Y. Ne'eman, R. Jackiw, H. Fritzsch, R. Ruffini, C. DeWitt, L. Kauffman, J. Devreese, K. Maki,...)

## Opere
- Gauge Fields in Condensed Matter, Vol. I, "SUPERFLOW AND VORTEX LINES; Disorder Fields, Phase Transitions,", pp. 1–742, World Scientific (Singapur, 1989); Paperback ISBN 9971-5-0210-0 (online)
- Gauge Fields in Condensed Matter, Vol. II, "STRESSES AND DEFECTS; Differential Geometry, Crystal Melting", pp. 743–1456, World Scientific (Singapur, 1989); Paperback ISBN 9971-5-0210-0 (online)
- Path Integrals in Quantum Mechanics, Statistics, and Polymer Physics, World Scientific, Singapur 1990
- Pfadintegrale in Quantenmechanik, Statistik und Polymerphysik. Mannheim 1993
- Path Integrals in Quantum Mechanics, Statistics, and Polymer Physics, 2. Auflage, World Scientific, Singapur 1995
- Critical Properties of φ4-Theories, World Scientific (Singapur, 2001); Paperback ISBN 981-02-4658-7 (online) (assieme con Verena Schulte-Frohlinde)
- Path Integrals in Quantum Mechanics, Statistics, Polymer Physics, and Financial Markets, 5. Auflage, World Scientific (Singapore, 2009) (online)
- Multivalued Fields in Condensed Matter, Electrodynamics, and Gravitation, World Scientific (Singapore, 2008) (online)
- Proceedings of the Eleventh Marcel Grossmann Meeting on General Relativity, World Scientific (Singapore, 2008) (assieme con R.T. Jantzen)
- Particles and Quantum Fields, World Scientific (Singapore, 2016) (also available online)